# 汪禹
汪禹（英語：Wong Yu / Wong Yue，1955年10月26日—2008年5月15日），原名汪志權，香港功夫片演員，是導演李翰祥的契仔（義子），導演劉家良的弟子（1975年拜師），藝名汪禹是契爺（義父）李導演給他改的。

## 生平簡介
汪禹曾於嶺南小學就讀小二年級，但只讀了數個月便離校。他於1970年代入電影行，第1部作品是吳思遠執導的《蕩寇灘》，做武打演員和主演陳觀泰的替身。
1972年他簽了邵氏電影公司約，正式踏進電影界，做主演的第1部是李翰祥執導的《北地胭脂》。當時功夫片正流行，汪禹經常以武打明星的形象出現，他1975年憑著師父劉家良執導的《神打》一片而走紅。隨後其與傅聲、劉家輝等師兄領銜主演多部片，《功夫小子》（劉家榮執導）、《通天小子紅槍客》、《少林三十六房》、《請帖》、《洪熙官》、《黃飛鴻與陸阿采》、《鹿鼎记》、《千王鬥千霸》、《贼王之王》等其餘的作品也相當突出，在1970年代很紅火，其功夫小子形象混合了喜劇元素，在當時是創新和突破，劉家良、汪禹師徒可說是功夫喜劇的先行者。
1980年代在英屬香港拍電影電視劇以外還到台灣主演電視劇，1980年領銜主演唐偉成執導的《扮嘢小子》時還用汪小禹名做動作設計（與唐導演合作），1988年以後仍演出電視劇和做節目嘉賓，電影只做幕後工作，主要是做龍虎武師和動作設計，幕後作品有與程小東合作的《東方不敗2》等。
汪禹在1983年曾與當時著名武打演員傅聲飙車而發生車禍。該事裡傅声因傷重不治。此事使汪禹受千夫所指，不久更染上了毒癮。在1988年以後，汪禹幾乎再沒有參演任何電影，沉淪了一段時期。一些媒體常報道稱汪禹涉及很多財務和暴力糾紛，但都被當事者否認。他在退出演藝圈後曾經任職保險經紀和搬運公司工人，也曾於廟街一帶擺街檔謀生。
他於2003年曾以暴力毆打前女友而被判入獄六星期；2005年則因涉嫌襲擊的士司機被捕。此後又曾做過兩次心臟手術。2008年5月5日因急性肺炎入院，經搶救後，終於在5月15日宣告去世，享年53歲。

## 家庭關係
汪禹未婚，育有一位女兒。導演陳德森是汪禹的表弟，導演程小東是汪禹的妹夫。

## 參與作品

### 電影
- 1973年 北地胭脂 / Facets of Love 〔飾-同治皇帝〕
- 1974年 香港73 / Hong Kong 73
- 1974年 金瓶雙艷 / The Golden Lotus〔飾-琴童〕
- 1974年 成記茶樓 / The Tea House 〔飾-黑仔文〕
- 1975年 大哥成 / Big Brother Cheng 〔飾-黑仔文〕
- 1975年 血滴子 / The Flying Guillotine 〔飾-謝天復〕
- 1975年 捉姦趣事 / That's Adultery!
- 1975年 神打 / The Spiritual Boxer
- 1976年 賭王大騙局 / King Gambler
- 1976年 瀛台泣血 / The Last Tempest 〔飾-張進喜〕
- 1976年 陸阿采與黃飛鴻 / Challenge of the Masters
- 1976年 香港奇案 / The Criminals
- 1976年 乾隆皇奇遇記 / Emperor Chien Lung 〔飾-周日青〕
- 1976年 蛇王子 / The Snake Prince 〔飾-黃蛇〕
- 1977年 洪熙官 / Executioners from Shaolin 〔飾-洪文定〕
- 1977年 乾隆下江南 / The Adventures of Emperor Chien Lung 〔飾-周日青〕
- 1977年 功夫小子 / He Has Nothing But Kung Fu
- 1977年 應召名冊 / The Call Girls
- 1978年 少林三十六房 / The 36th Chamber of Shaolin 〔飾-舂米六〕
- 1978年 笑傲江湖 / The Proud Youth 〔飾-令狐沖〕
- 1978年 鬼馬功夫 / Dirty Kung Fu
- 1979年 茅山殭屍拳 / The shadow boxing 〔飾-范振元〕
- 1979年 教頭 / The Kung-Fu Instructor 〔飾-周平〕
- 1979年 爛頭何 / Dirty Ho 〔飾-何真〕
- 1980年 扮嘢小子 / The Young Avenger 〔飾-傅友〕
- 1980年 請帖 / Rendezvous with Death 〔飾-辛酸〕
- 1980年 情俠追風劍 / Swift Sword 〔飾-夏侯曉桐〕
- 1980年 通天小子紅槍客 / The Kid with a Tattoo 〔飾-李寶通〕
- 1981年 千門八將 / Notorious Eight 〔飾-謠將〕
- 1981年 辛亥雙十 / The Battle for the Republic of China 〔飾-余七〕
- 1981年 千王鬥千霸 / Challenge of the Gamesters 〔飾-雷力〕
- 1981年 南北獅王 / Lion Vs Lion 〔飾-阿寸〕
- 1982年 廣東靚仔玉 / Kid from Kwangtung 〔飾-家玉〕
- 1982年 獵魔者 / Mercenaries from Hong Kong 〔飾-咖喱〕
- 1982年 賊王之王 / Winner Takes All 〔飾-關德興〕
- 1983年 掌門人 / The Lady Is the Boss
- 1983年 鹿鼎記 / Tales of a Eunuch 〔飾-韋小寶〕
- 1983年 五郎八卦棍 / The 8 Diagram Pole Fighter 〔飾-楊大郎〕
- 1984年 南斗官三鬥北少爺 / Wits of the Brats 〔飾-時三手〕
- 1985年 天官賜福 / How to Choose a Royal Bride 〔飾-魏小寶〕
- 1985年 鬼馬飛人 / The Flying Mr. B 〔飾-餐廳顧客〕
- 1985年 少年蘇乞兒 / The Young Vagabond
- 1985年 弟子也瘋狂 / Crazy Shaolin Disciples 〔飾-方世玉〕
- 1985年 摩登仙履奇缘 / Girl with the Diamond Slipper 〔飾-警察Peter〕
- 1988年 飛龍猛將 / Dragons Forever
- 1988年 胭脂扣 / Rouge
- 1992年 正宗絕代雙驕 / Handsome Siblings

### 電視劇
- 1988年 滿清十三皇朝 飾 嘉慶帝

## 外部連結
- 汪禹在互联网电影资料库（IMDb）上的資料（英文）
- 汪禹在香港影庫上的簡介